# Cosmopolitan Life
Cosmopolitan Life — совместный студийный альбом гитариста Эла Ди Меолы и певца Леонида Агутина, издан в 2005 году. Диск вышел в продажу в России, Великобритании, Германии, Австрии, Канаде и в США, суммарные объёмы продаж превысили 900 тыс. копий за первые 6 месяцев.
В новогодние праздники[когда?] телеканал «Россия» показывал полную версию совместного концерта Агутина и Ди Меолы две ночи подряд.
Автор музыки всех песен — Леонид Агутин, текстов — Алекс Сино (англ. Alex Sino). После выхода в свет альбома Сино в 2007 году написал сценарий и спродюсировал фильм «Cosmopolitan Live».
Песни альбома:
1. Cuba Africa
2. Cosmopolitan Life
3. Nobody
4. Price To Learn
5. Tango
6. Smile
7. Portofino
8. If I ll Get A Chance… (кавер на песню «Если ты когда-нибудь меня простишь»)
9. Blue River
10. Shade Of Your World
11. Cosmopolitan Life (видеоклип)

Участники записи:
- Леонид Агутин — вокал, пианино, гитара
- Эл Ди Меола — акустическая гитара, электрогитара
- Энтони Джэксон, Хулио Эрнандес, Олег Тархов, Сегей Королев — бас гитара
- Винни Колаюта, Артур Газаров, Ли Левин — ударные инструменты
- Альберт Федосеев — клавишные
- Ричард Браво и Гумби Ортис — перкуссия
- Анатолий Котов — гитара
- Эд Калле — саксофон
- Джон Крикер — trombone
- Тони Консепсион — труба
- Анжелика Варум — вокал